# Leichtathletik-Europameisterschaften 2006/Resultate Männer
Bei den Leichtathletik-Europameisterschaften 2006 wurden 24 Wettbewerbe der Männer ausgetragen.

## 100 m
| Platz | Athlet             | Land | Zeit (s) |
| ----- | ------------------ | ---- | -------- |
| 1     | Francis Obikwelu   | POR  | 9,99 CR  |
| 2     | Andrei Jepischin   | RUS  | 10,10 NR |
| 3     | Matic Osovnikar    | SLO  | 10,14 NR |
| 4     | Ronald Pognon      | FRA  | 10,16    |
| 5     | Mark Lewis-Francis | GBR  | 10,16    |
| 6     | Dariusz Kuć        | POL  | 10,21    |
| 7     | Dwain Chambers     | GBR  | 10,24    |
| 8     | Ronny Ostwald      | GER  | 10,38    |

Datum: 8. August, 19:40 Uhr
Wind: +1,3 m/s
Francis Obikwelu, der im Jahre 2006 nachträglich zum Europameister 2002 erklärt wurde, musste in keinem der vier Läufe alles geben, um trotzdem jeweils souverän zu siegen. Im Endlauf war er der erste Läufer, der bei Europameisterschaften unter zehn Sekunden bleiben konnte.

## 200 m
| Platz | Athlet            | Land | Zeit (s) |
| ----- | ----------------- | ---- | -------- |
| 1     | Francis Obikwelu  | POR  | 20,01 NR |
| 2     | Johan Wissman     | SWE  | 20,38 NR |
| 3     | Marlon Devonish   | GBR  | 20,54    |
| 4     | Kristof Beyens    | BEL  | 20,57    |
| 5     | Iwan Tjoplych     | RUS  | 20,76    |
| 6     | Eddy De Lépine    | FRA  | 20,77    |
| 7     | David Alerte      | FRA  | 20,93    |
| 8     | Anastasios Gousis | GRE  | 20,94    |

Datum: 10. August, 20:45 Uhr
Wind: +1,6 m/s
Francis Obikwelu ist der erste Sprinter seit 28 Jahren, der sowohl über 100 als auch über 200 Meter Gold gewinnen konnte. Letztmals war dies Pietro Mennea 1978 in Prag gelungen. Während der Schwede Johan Wissman vor heimischem Publikum über sich hinauswuchs und zweimal den Landesrekord verbesserte, gelang Marlon Devonish die Wiederholung seines dritten Platzes von 2002.

## 400 m
| Platz | Athlet             | Land | Zeit (s) |
| ----- | ------------------ | ---- | -------- |
| 1     | Marc Raquil        | FRA  | 45,02    |
| 2     | Wladislaw Frolow   | RUS  | 45,09 PB |
| 3     | Leslie Djhone      | FRA  | 45,40    |
| 4     | Daniel Dąbrowski   | POL  | 45,56    |
| 5     | Andrea Barberi     | ITA  | 45,70    |
| 6     | Timothy Benjamin   | GBR  | 45,89    |
| 7     | Rafał Wieruszewski | POL  | 45,97    |
| 8     | Dimitrios Regas    | GRE  | 46,23    |

Datum: 9. August, 20:45 Uhr
Noch fünfzig Meter vor dem Ziel sah der Russe Wladislaw Frolow wie der sichere Sieger aus. Aber Marc Raquil hatte auf der Zielgeraden das deutlich bessere Stehvermögen, sodass er kurz vor dem Ziel den Russen passieren konnte. Der 400-Meter-Lauf war die erste Entscheidung bei den Europameisterschaften 2006, bei der kein einziger der Finalteilnehmer von 2002 auch im Endlauf 2006 stand.

## 800 m
| Platz | Athlet             | Land | Zeit (min) |
| ----- | ------------------ | ---- | ---------- |
| 1     | Bram Som           | NED  | 1:46,56    |
| 2     | David Fiegen       | LUX  | 1:46,59    |
| 3     | Sam Ellis          | GBR  | 1:46,64    |
| 4     | Dmitrijs Miļkevičs | LAT  | 1:46,70    |
| 5     | Miguel Quesada     | ESP  | 1:46,91    |
| 6     | Florent Lacasse    | FRA  | 1:46,95    |
| 7     | Andrea Longo       | ITA  | 1:47,11    |
| 8     | Michael Rimmer     | GBR  | 1:47,66    |

Datum: 13. August, 15:10 Uhr
Die Bekanntgabe des Ergebnisses verzögerte sich, weil gegen das Ergebnis wegen Rempeleien im Endspurt Protest eingelegt worden war. Dieser wurde jedoch abgewiesen. Bram Som gewann das erste Läufergold für einen Niederländer seit 1982. David Fiegen errang die erste Europameisterschaftsmedaille überhaupt für Luxemburg.

## 1500 m
| Platz | Athlet              | Land | Zeit (min) |
| ----- | ------------------- | ---- | ---------- |
| 1     | Mehdi Baala         | FRA  | 3:39,02    |
| 2     | Iwan Heschko        | UKR  | 3:39,50    |
| 3     | Juan Carlos Higuero | ESP  | 3:39,62    |
| 4     | Arturo Casado       | ESP  | 3:40,86    |
| 5     | Sergio Gallardo     | ESP  | 3:41,24    |
| 6     | Andrew Baddeley     | GBR  | 3:42,31    |
| 7     | Christian Obrist    | ITA  | 3:42,59    |
| 8     | Liam Reale          | IRL  | 3:42,65    |

Datum: 9. August, 19:20 Uhr
Mehdi Baala konnte mit einem langgezogenen Spurt den Ukrainer Iwan Heschko und die drei Spanier bezwingen, alle anderen Finalteilnehmer hatten bereits eingangs der letzten Runde einen größeren Rückstand. Baala gelang die erfolgreiche Titelverteidigung, er hatte dieses Mal einen deutlich größeren Vorsprung im Ziel als beim Fotofinish von 2002.

## 5000 m
| Platz | Athlet              | Land | Zeit (min) |
| ----- | ------------------- | ---- | ---------- |
| 1     | Jesús España        | ESP  | 13:44,70   |
| 2     | Mohammed Farah      | GBR  | 13:44,79   |
| 3     | Juan Carlos Higuero | ESP  | 13:46,48   |
| 4     | Halil Akkaş         | TUR  | 13:46,53   |
| 5     | Khalid Zoubaa       | FRA  | 13:55,09   |
| 6     | Henrik Skoog        | SWE  | 13:56,34   |
| 7     | Pablo Villalobos    | ESP  | 13:58,25   |
| 8     | Gert-Jan Liefers    | NED  | 13:58,70   |

Datum: 13. August, 16:40 Uhr
Im Endlauf stand kein Läufer, der 2002 im Finale war. Wie in allen Laufentscheidungen bei den Männern von 800 Meter aufwärts kam es auch im letzten Rennen vor dem Staffelfinale nach verhaltenem Anfangstempo zu einem Spurtentscheid. Im Gegensatz zu den anderen Rennen gewann einer der favorisierten Spanier, nachdem der Mitfavorit Alistair Ian Cragg aus Irland verletzt ausgestiegen war.

## 10.000 m
| Platz | Athlet                 | Land | Zeit (min)  |
| ----- | ---------------------- | ---- | ----------- |
| 1     | Jan Fitschen           | GER  | 28:10,94 PB |
| 2     | José Manuel Martínez   | ESP  | 28:12,06    |
| 3     | Juan Carlos de la Ossa | ESP  | 28:13,73    |
| 4     | Christian Belz         | SUI  | 28:16,93    |
| 5     | Serhij Lebid           | UKR  | 28:19,14    |
| 6     | Dmitri Maximow         | RUS  | 28:20,43    |
| 7     | André Pollmächer       | GER  | 28:22,56 PB |
| 8     | Driss El Himer         | FRA  | 28:30,09    |

Datum: 8. August, 20:20 Uhr
Der deutsche 10.000-Meter-Läufer Jan Fitschen wurde überraschenderweise Europameister und verwies die favorisierten Spanier José Manuel Martínez und Juan Carlos de la Ossa auf die Plätze zwei und drei. Der Schweizer Christian Belz belegte den vierten Platz. Fitschen übertraf damit sogar Dieter Baumann, der bei den letzten Europameisterschaften in München 2002 sowie in Budapest 1998 jeweils Zweiter auf dieser Langstrecke geworden war.

## Marathon
| Platz | Athlet               | Land | Zeit (h) |
| ----- | -------------------- | ---- | -------- |
| 1     | Stefano Baldini      | ITA  | 2:11:31  |
| 2     | Viktor Röthlin       | SUI  | 2:11:49  |
| 3     | Julio Rey            | ESP  | 2:12:36  |
| 4     | Luc Krotwaar         | NED  | 2:12:44  |
| 5     | Francesco Ingargiolo | ITA  | 2:13:04  |
| 6     | Dmitri Semjonow      | RUS  | 2:13:09  |
| 7     | Janne Holmén         | FIN  | 2:13:10  |
| 8     | Alberto Chaíça       | POR  | 2:13:14  |

Datum: 13. August, 12:10 Uhr
Aus einer Tempoverschärfung nach Kilometer dreißig entstand eine Vierergruppe, bestehend aus den Italienern Stefano Baldini und Francesco Ingargiolo sowie dem Schweizer Viktor Röthlin und dem Spanier Julio Rey. Auch der Titelverteidiger, der Finne Janne Holmén, konnte nicht mehr folgen. Bis Kilometer 35 wurden Ingargiolo und Rey ebenfalls abgehängt, von hinten konnte der Niederländer Luc Krotwaar zu diesen beiden aufschließen. Baldini und Röthlin blieben bis Kilometer vierzig zusammen, einer Tempoverschärfung des Italieners konnte der Schweizer nicht mehr folgen. Um die Bronzemedaille entstand ein Zweikampf zwischen Rey und Krotwaar, den der Spanier für sich entschied.

## 110 m Hürden
| Platz | Athlet             | Land | Zeit (s) |
| ----- | ------------------ | ---- | -------- |
| 1     | Staņislavs Olijars | LAT  | 13,24    |
| 2     | Thomas Blaschek    | GER  | 13,46    |
| 3     | Andrew Turner      | GBR  | 13,52    |
| 4     | Igor Peremota      | RUS  | 13,55    |
| 5     | Robert Kronberg    | SWE  | 13,57    |
| 6     | Jens Werrmann      | GER  | 13,73    |
| 7     | Dániel Kiss        | HUN  | 13,77    |
| 8     | Serhij Demydjuk    | UKR  | 13,96    |

Datum: 12. August, 17:40 Uhr
Wind: −1,0 m/s
Bei den ersten Europameisterschaften 1934 war der lettische Geher Jānis Daliņš Europameister geworden. Die Goldmedaille von Olijars war nach 72 Jahren das zweite Gold für Lettland bei Europameisterschaften. Olijars wurde durch seinen Sieg außerdem Nachfolger des vierfachen Europameisters Colin Jackson. Das Finale wurde bei einem Gegenwind von 1,0 m/s ausgetragen. Für den erst 21-jährigen Deutschen Jens Werrmann war der Einzug ins Finale bereits ein Erfolg, nachdem er im Vorlauf mit 13,60 s persönliche Bestzeit gelaufen war und im Halbfinale die gleiche Zeit hatte wiederholen können.

## 400 m Hürden
| Platz | Athlet               | Land | Zeit (s) |
| ----- | -------------------- | ---- | -------- |
| 1     | Periklis Iakovakis   | GRE  | 48,46    |
| 2     | Marek Plawgo         | POL  | 48,71    |
| 3     | Rhys Williams        | GBR  | 49,12    |
| 4     | Naman Keïta          | FRA  | 49,13    |
| 5     | Sébastien Maillard   | FRA  | 49,54    |
| 6     | Gianni Carabelli     | ITA  | 49,60    |
| 7     | Minas Alozidis       | GRE  | 49,61    |
| 8     | Alexander Derewjagin | RUS  | 50,31    |

Datum: 9. August, 20:10 Uhr
Das Ergebnis des Finales wies keine Überraschungen auf, Periklis Iakovákis hatte im Vorfeld die beste Zeit vorgelegt, Marek Plawgo und Naman Keïta gehörten wegen ihrer Erfahrung zu den Mitfavoriten, Rhys Williams hatte von den Commonwealth Games eine schnelle Bestzeit mitgebracht. Der Rennverlauf bot hingegen durchaus eine Überraschung, denn nach der letzten Hürde lag Williams noch deutlich zurück. Trotzdem konnte er den sowohl als Hürdenläufer als auch als Staffelläufer erfahrenen Keïta im Auslauf ganz knapp überholen.

## 3000 m Hindernis
| Platz | Athlet                | Land | Zeit (min) |
| ----- | --------------------- | ---- | ---------- |
| 1     | Jukka Keskisalo       | FIN  | 8:24,89    |
| 2     | José Luis Blanco      | ESP  | 8:26,22    |
| 3     | Bouabdellah Tahri     | FRA  | 8:27,15    |
| 4     | Mustafa Mohamed       | SWE  | 8:27,79    |
| 5     | Antonio David Jiménez | ESP  | 8:28,78    |
| 6     | Radosław Popławski    | POL  | 8:29,33    |
| 7     | Günther Weidlinger    | AUT  | 8:29,54    |
| 8     | César Pérez           | ESP  | 8:30,40    |

Datum: 11. August, 19:25 Uhr
Der Europarekordler Simon Vroemen trat wegen einer Magenverstimmung nicht zum Finale an. Die Spanier um den Titelverteidiger Antonio David Jiménez verschleppten das Tempo, um den vermeintlich Schnellsten im Feld, den Franzosen Bouabdellah Tahri, im Spurt zu bezwingen. Wie schon im 10.000-Meter-Lauf führte diese Taktik dazu, dass ein Außenseiter mit großer Spurtkraft Europameister wurde. Jukka Keskisalo ist der erste finnische Europameister in dieser Disziplin. Vermutlich hätte der zweifache finnische Olympiasieger Volmari Iso-Hollo den Hindernislauf bei den ersten Europameisterschaften 1934 gewonnen, aber der Hindernislauf wurde erst bei den zweiten Europameisterschaften 1938 ins Programm aufgenommen. Da war Iso-Hollos große Zeit vorbei.

## 4 × 100 m Staffel
| Platz | Land           | Athleten                                                               | Zeit (s) |
| ----- | -------------- | ---------------------------------------------------------------------- | -------- |
| 1     | Großbritannien | Dwain Chambers Darren Campbell Marlon Devonish Mark Lewis-Francis      | 38,91    |
| 2     | Polen          | Przemysław Rogowski Łukasz Chyła Marcin Jędrusiński Dariusz Kuć        | 39,05    |
| 3     | Frankreich     | Oudéré Kankarafou Ronald Pognon Fabrice Calligny David Alerte          | 39,07    |
| 4     | Russland       | Maxim Mokroussow Michail Jegorischew Roman Smirnow Alexander Smirnow   | 39,29    |
| 5     | Deutschland    | Alexander Kosenkow Marius Broening Sebastian Ernst Ronny Ostwald       | 39,38    |
| 6     | Italien        | Luca Verdecchia Stefano Anceschi Massimiliano Donati Francesco Scuderi | 39,42    |
| 7     | Ukraine        | Roman Bublyk Kostjantyn Wasjukow Anatolij Dowhal Dmytro Hluschtschenko | 39,54    |
| 8     | Niederlande    | Timothy Beck Caimin Douglas Guus Hoogmoed Patrick van Luijk            | 39,64    |

Datum: 13. August, 15:30 Uhr

## 4 × 400 m Staffel
| Platz | Land           | Athleten                                                                | Zeit (min) |
| ----- | -------------- | ----------------------------------------------------------------------- | ---------- |
| 1     | Frankreich     | Leslie Djhone Ydrissa M’Barke Naman Keïta Marc Raquil                   | 3:01,10    |
| 2     | Großbritannien | Robert Tobin Rhys Williams Graham Hedman Timothy Benjamin               | 3:01,63    |
| 3     | Polen          | Daniel Dąbrowski Piotr Kędzia Piotr Rysiukiewicz Rafał Wieruszewski     | 3:01,73    |
| 4     | Deutschland    | Kamghe Gaba Florian Seitz Ruwen Faller Bastian Swillims                 | 3:02,83    |
| 5     | Ukraine        | Olexij Ratschkowskyj Andrij Twerdostup Witalij Dubonossow Jewhen Sjukow | 3:04,33    |
| 6     | Rumänien       | Vasile Boboş Florin Suciu Cătălin Câmpeanu Ioan Vieru                   | 3:04,53    |
| 7     | Russland       | Konstantin Swetschkar Jewgeni Lebedew Alexander Larin Wladislaw Frolow  | 3:04,73    |
| 8     | Spanien        | David Melo David Testa Salvador Rodríguez Santiago Ezquerro             | 3:04,98    |

Datum: 13. August, 17:10 Uhr
Leslie Djhone und Naman Keïta gehörten bereits 2002 zur französischen Staffel, die Bronze gewonnen hatte. Marc Raquil war mit den beiden anderen nachträglich zum Weltmeister 2003 erklärt worden. Raquil und Djhone gewannen in Göteborg Einzelmedaillen im 400-Meter-Lauf. Angesichts dieser Ausgangssituation war die größte Überraschung, dass der Sieg für die Franzosen relativ knapp ausfiel. Raquil lieferte sich mit dem Polen Rafał Wieruszewski auf fast der gesamten Schlussrunde ein packendes Duell, ehe er sich auf der Zielgeraden lösen konnte. Kurz vor dem Ziel zog dann auch noch Timothy Benjamin am Polen vorbei. Dessen Landsmann Piotr Rysiukiewicz stand bereits zum vierten Mal im Staffelfinale von Europameisterschaften. Nach Silber 1998 konnte er nun seine zweite Medaille gewinnen.

## 20 km Gehen
| Platz | Athlet                     | Land | Zeit (h)   |
| ----- | -------------------------- | ---- | ---------- |
| 1     | Francisco Javier Fernández | ESP  | 1:19:09    |
| 2     | Waleri Bortschin           | RUS  | 1:20:00 PB |
| 3     | João Vieira                | POR  | 1:20:09 NR |
| 4     | Wiktor Burajew             | RUS  | 1:20:12    |
| 5     | Sergei Bakulin             | RUS  | 1:20:50    |
| 6     | Matej Tóth                 | SVK  | 1:21:39    |
| 7     | Erik Tysse                 | NOR  | 1:22:13    |
| 8     | Giorgio Rubino             | ITA  | 1:22:34    |

Datum: 8. August, 17:15 Uhr
Der Titelverteidiger Francisco Javier Fernández setzte sich früh vom restlichen Feld ab und marschierte souverän zum erneuten Gewinn. Die Verfolgergruppe bestand lange nur aus den drei Russen, aber der Portugiese João Vieira konnte zu dieser Gruppe aufschließen und gewann mit neuem Landesrekord Bronze.

## 50 km Gehen
| Platz | Athlet             | Land | Zeit (h)   |
| ----- | ------------------ | ---- | ---------- |
| 1     | Yohann Diniz       | FRA  | 3:41:39 PB |
| 2     | Jesús Ángel García | ESP  | 3:42:48    |
| 3     | Juri Andronow      | RUS  | 3:43:26    |
| 4     | Trond Nymark       | NOR  | 3:44:17    |
| 5     | Mikel Odriozola    | ESP  | 3:46:34    |
| 6     | Roman Magdziarczyk | POL  | 3:47:37    |
| 7     | Marco de Luca      | ITA  | 3:48:08 PB |
| 8     | Peter Korčok       | SVK  | 3:51:16    |

Datum: 10. August, 9:40 Uhr
Der Norweger Trond Nymark legte ein schnelles Tempo vor und das Feld teilte sich rasch auf. Bis wenige Kilometer vor dem Ziel lag Nymark in Führung, wurde dann aber nacheinander von den Medaillengewinnern überholt. Yohann Diniz sorgte mit seinem Sieg für die erste Goldmedaille eines französischen Gehers überhaupt.

## Hochsprung
| Platz | Athlet           | Land | Höhe (m) |
| ----- | ---------------- | ---- | -------- |
| 1     | Andrei Silnow    | RUS  | 2,36 CR  |
| 2     | Tomáš Janků      | CZE  | 2,34 PB  |
| 3     | Stefan Holm      | SWE  | 2,34     |
| 4     | Linus Thörnblad  | SWE  | 2,34 PB  |
| 5     | Jaroslaw Rybakow | RUS  | 2,30     |
| 6     | Niki Palli       | ISR  | 2,27     |
| 6     | Nicola Ciotti    | ITA  | 2,27     |
| 6     | Svatoslav Ton    | CZE  | 2,27     |

Datum: 9. August, 18:10 Uhr
Der Olympiasieger Stefan Holm war vor heimischem Publikum klar favorisiert. In einem spannenden Finale hatte der junge Andrei Silnow jedoch die beste Tagesform und meisterte jede Höhe im ersten Versuch. Die eigentliche Überraschung war die Silbermedaille für den erfahrenen Tomáš Janků, mit dessen Höhe nicht zu rechnen war. Für die beiden Schweden blieben so nur der dritte und der vierte Platz.

## Stabhochsprung
| Platz | Athlet                | Land | Höhe (m) |
| ----- | --------------------- | ---- | -------- |
| 1     | Alexander Awerbuch    | ISR  | 5,70     |
| 2     | Tim Lobinger          | GER  | 5,65     |
| 2     | Romain Mesnil         | FRA  | 5,65     |
| 4     | Matti Mononen         | FIN  | 5,65     |
| 5     | Przemysław Czerwiński | POL  | 5,65     |
| 6     | Oleksandr Kortschmid  | UKR  | 5,60     |
| 7     | Giuseppe Gibilisco    | ITA  | 5,50     |
| 8     | Laurens Looije        | NED  | 5,50     |

Datum: 13. August, 13:45 Uhr
Am Finale nahmen zwanzig Springer teil, nachdem die Qualifikation wegen Regens abgebrochen worden war. Auch im Finale regnete es und die großen Höhen wurden deshalb nicht erreicht. Der Israeli Alexander Awerbuch konnte seinen Titel von München 2002 erfolgreich verteidigen. Tim Lobinger gewann seine dritte Medaille bei Europameisterschaften nach Silber 1998 und Bronze 2002. Enttäuschend aus deutscher Sicht war, dass der amtierende Deutsche Meister Lars Börgeling im Finale bei seiner Anfangshöhe von 5,50 m drei Mal die Latte riss. Er produzierte damit einen sogenannten Salto Nullo und schied als scheinbar aussichtsreicher Medaillenkandidat vorzeitig aus.

## Weitsprung
| Platz | Athlet                 | Land | Weite (m) |
| ----- | ---------------------- | ---- | --------- |
| 1     | Andrew Howe            | ITA  | 8,20      |
| 2     | Greg Rutherford        | GBR  | 8,13      |
| 3     | Oleksij Lukaschewytsch | UKR  | 8,12      |
| 4     | Wiktor Kusnjezow       | UKR  | 7,96 PB   |
| 5     | Kafétien Gomis         | FRA  | 7,93      |
| 6     | Nelson Évora           | POR  | 7,91      |
| 7     | Ruslan Gataullin       | RUS  | 7,91      |
| 8     | Louis Tsatoumas        | GRE  | 7,84      |

Datum: 8. August, 17:25 Uhr
Andrew Howe war schon vor den Europameisterschaften allgemein favorisiert worden und gewann auch die Qualifikation mit 8,33 m überzeugend. Im Finale musste er nicht seine ganzen Fähigkeiten abrufen, um vor dem jungen Briten Greg Rutherford zu gewinnen. Der Titelverteidiger Olexij Lukaschewytsch gewann die Bronzemedaille. Nur diese drei Springer konnten die Acht-Meter-Marke übertreffen. In München 2002 war dies sogar nur zwei Springern gelungen.
Die beiden deutschen Teilnehmer Sebastian Bayer (7,66 m) und Daniel Koenig (7,36 m) schieden bereits in der Qualifikation aus.

## Dreisprung
| Platz | Athlet            | Land | Weite (m) |
| ----- | ----------------- | ---- | --------- |
| 1     | Christian Olsson  | SWE  | 17,67     |
| 2     | Nathan Douglas    | GBR  | 17,21     |
| 3     | Marian Oprea      | ROU  | 17,18     |
| 4     | Nelson Évora      | POR  | 17,07     |
| 5     | Phillips Idowu    | GBR  | 17,02     |
| 6     | Daniil Burkenja   | RUS  | 16,98     |
| 7     | Wiktor Jastrebow  | UKR  | 16,94     |
| 8     | Mykola Sawolajnen | UKR  | 16,84     |

Datum: 12. August, 15:50 Uhr
Der Titelverteidiger Christian Olsson war seinen Konkurrenten deutlich überlegen. Die Siegesweite sprang er im zweiten Versuch. Seine Sprünge danach waren alle übergetreten. Insbesondere sein dritter Versuch wäre noch besser als die Siegesweite gewesen. Olsson gewann die dritte Goldmedaille für das Gastgeberland Schweden bei diesen Europameisterschaften.

## Kugelstoßen
| Platz | Athlet          | Land | Weite (m) |
| ----- | --------------- | ---- | --------- |
| 1     | Ralf Bartels    | GER  | 21,13     |
| 2     | Joachim Olsen   | DEN  | 21,09     |
| 3     | Rutger Smith    | NED  | 20,90     |
| 4     | Pawel Sofjin    | RUS  | 20,55     |
| 5     | Andy Dittmar    | GER  | 19,95     |
| 6     | Tomasz Majewski | POL  | 19,85     |

Datum: 7. August, 18:45 Uhr
Nach einer konstanten Serie, in der alle fünf Versuche gültig und über zwanzig Meter lagen, konnte Ralf Bartels im sechsten Versuch seine bis dahin in diesem Wettbewerb beste Leistung von 20,55 m auf 21,13 m verbessern und sich von dem vierten auf den ersten Platz steigern.
Die Silbermedaille holte sich der Däne Joachim Olsen mit einer Weite von 21,09 m. Bronze ging an den Niederländer Rutger Smith. Der zweite deutsche Athlet Andy Dittmar belegte nach der Doping-Disqualifikation des Weißrussen Andrej Michnewitsch mit 19,95 m den fünften Platz.
Der Ukrainer Jurij Bilonoh war zunächst Sechster. Wegen Dopings wurde auch er später disqualifiziert.
Wegen immer wieder auftretender Dopingvergehen wurden auch alle Ergebnisse von Andrej Michnewitsch – hier ein zweiter Platz – seit August 2005 annulliert.

## Diskuswurf
| Platz | Athlet             | Land | Weite (m) |
| ----- | ------------------ | ---- | --------- |
| 1     | Virgilijus Alekna  | LTU  | 68,67     |
| 2     | Gerd Kanter        | EST  | 68,03     |
| 3     | Aleksander Tammert | EST  | 66,14     |
| 4     | Mario Pestano      | ESP  | 64,84     |
| 5     | Michael Möllenbeck | GER  | 64,82     |
| 6     | Piotr Małachowski  | POL  | 64,57     |
| 7     | Rutger Smith       | NED  | 64,46     |
| 8     | Lars Riedel        | GER  | 64,11     |

Datum: 12. August, 16:30 Uhr
Nach Bronze 1998 und Silber 2002 gewann Virgilijus Alekna 2006 endlich die erste Goldmedaille für Litauen bei Europameisterschaften überhaupt. Die beiden Esten Gerd Kanter und Aleksander Tammert auf den Plätzen und der Lette Staņislavs Olijars im Hürdenlauf machten den vorletzten Tag der Europameisterschaften 2006 zum Tag der Balten.

## Hammerwurf
| Platz | Athlet                 | Land | Weite (m) |
| ----- | ---------------------- | ---- | --------- |
| 1     | Olli-Pekka Karjalainen | FIN  | 80,84     |
| 2     | Wadsim Dsewjatouski    | BLR  | 80,76     |
| 3     | Markus Esser           | GER  | 79,19     |
| 4     | Szymon Ziółkowski      | POL  | 78,79     |
| 5     | Krisztián Pars         | HUN  | 78,34     |
| 6     | Primož Kozmus          | SLO  | 78,18     |
| 7     | Karsten Kobs           | GER  | 77,93     |

Datum: Vom 11. August, 19:30 Uhr verschoben auf 12. August, 13:45 Uhr
Nachdem der Wettkampf wegen auftretender Regenschauer und der dadurch bedingten Verzögerungen im Zehnkampf um einen Tag verschoben worden war, begann es pünktlich zu Beginn des Finales wieder zu regnen. Dadurch stieg die Zahl der Fehlversuche in diesem Finale. 2014 wurde der bereits mehrfach wegen Dopings überführte Iwan Zichan aufgrund von erneutem Dopingvergehen nachträglich disqualifiziert.

## Speerwurf
| Platz | Athlet              | Land | Weite (m) |
| ----- | ------------------- | ---- | --------- |
| 1     | Andreas Thorkildsen | NOR  | 88,78     |
| 2     | Tero Pitkämäki      | FIN  | 86,44     |
| 3     | Jan Železný         | CZE  | 85,92     |
| 4     | Vadims Vasiļevskis  | LAT  | 83,21     |
| 5     | Ainārs Kovals       | LAT  | 81,65     |
| 6     | Peter Esenwein      | GER  | 81,11     |
| 7     | Stefan Müller       | SUI  | 80,87 NR  |
| 8     | Alexander Iwanow    | RUS  | 80,09     |

Datum: 9. August, 19:10 Uhr
Nach dem Rücktritt des vierfachen Europameisters Steve Backley konnte erstmals seit 1971 mit Andreas Thorkildsen wieder ein amtierender Olympiasieger den Titel im Speerwurf gewinnen. Jan Železný belegte zwanzig Jahre nach seiner ersten Europameisterschaftsteilnahme noch einmal Platz drei. Der Schweizer Stefan Müller stellte im Finale abermals einen Landesrekord auf, nachdem er den alten Rekord bereits in der Qualifikation überboten hatte.

## Zehnkampf
| Platz | Athlet                 | Land | Punkte  |
| ----- | ---------------------- | ---- | ------- |
| 1     | Roman Šebrle           | CZE  | 8526    |
| 2     | Attila Zsivóczky       | HUN  | 8356    |
| 3     | Alexei Drosdow         | RUS  | 8350 PB |
| 4     | Alexander Pogorelow    | RUS  | 8245    |
| 5     | Pascal Behrenbruch     | GER  | 8209 PB |
| 6     | Aljaksandr Parchomenka | BLR  | 8136 PB |
| 7     | Stefan Drews           | GER  | 8105    |
| 8     | Romain Barras          | FRA  | 8093    |

Datum: 10. und 11. August

Punktewertung von 1985
Der Weltrekordler und Olympiasieger Roman Šebrle konnte seinen Titel von 2002 erfolgreich und weitgehend ungefährdet verteidigen. Hinter ihm kam der routinierte Ungar Attila Zsivóczky in einem spannenden Kampf um die Medaillen auf Platz zwei, vor allem weil Alexander Pogorelow einmal mehr im 1500-Meter-Lauf alle Chancen zunichtemachte, die er sich vorher mühsam aufgebaut hatte. Von den drei deutschen Teilnehmern erwies sich der jüngste, Pascal Behrenbruch, als der (nerven-)stärkste; im abschließenden 1500-Meter-Lauf blieb er jedoch 22 Sekunden über seiner Bestzeit und verpasste dadurch die Medaillenchance. So musste er sechs Jahre warten, ehe er dann bei den Europameisterschaften 2012 den Titel gewann. Der gesamte Wettkampf wurde mehrfach wegen heftiger Regenschauer unterbrochen, was vor allem die Ergebnisse in den Sprungdisziplinen deutlich beeinträchtigte.